# Gloria Siebertová
Gloria Siebertová (rozená Kovariková, později Uibelová; * 13. ledna 1964, Ortrand, Braniborsko) je bývalá východoněmecká atletka, která se věnovala krátkým překážkovým běhům.
V roce 1981 si doběhla na juniorském mistrovství Evropy v nizozemském Utrechtu pro stříbrnou medaili. V roce 1987 získala stříbrnou medaili na halovém ME ve francouzském Liévinu i na druhém ročníku MS v atletice v Římě. O rok později vybojovala stříbro také na letních olympijských hrách v jihokorejském Soulu, kde v cíli byla o 23 setin sekundy později než Bulharka Jordanka Donkovová.
Sbírku stříbrných medailí završila na evropském šampionátu ve Splitu v roce 1990. Na Mistrovství světa v atletice 1991 v Tokiu skončila ve třetím rozběhu na 5. místě a do semifinále nepostoupila.

## Osobní rekordy
- 60 m př. (hala) – 7,76 s – 5. února 1988, Sindelfingen
- 100 m př. (dráha) – 12,44 s – 4. září 1987, Řím